# Milesia ritsemae
Milesia ritsemae är en tvåvingeart som beskrevs av Osten Sacken 1882. Milesia ritsemae ingår i släktet Milesia och familjen blomflugor. Inga underarter finns listade i Catalogue of Life.